# Jamie Stewart
Jamie Stewart, född 1964, är en gitarrist som spelat i The Cult och övertalat Adrian Smith att starta Psycho Motel.

## Fotnoter
1. ↑  Gemeinsame Normdatei, Deutsche Nationalbibliotheks katalog-id-nummer: 10473608377749153-1, läst: 14 augusti 2015.[källa från Wikidata]